# Aus-Rotten/Naked Aggression
Aus-Rotten/Naked Aggression è uno split EP pubblicato dalle 2 band crust-anarcho punk Aus-Rotten e Naked Aggression.

## Tracce
Aus-Rotten
1. Perverted Patriotism
2. Grave

Naked Aggression
1. You're a Disgrace!
2. Drivin' Down the Road